# بليحاء صفراء

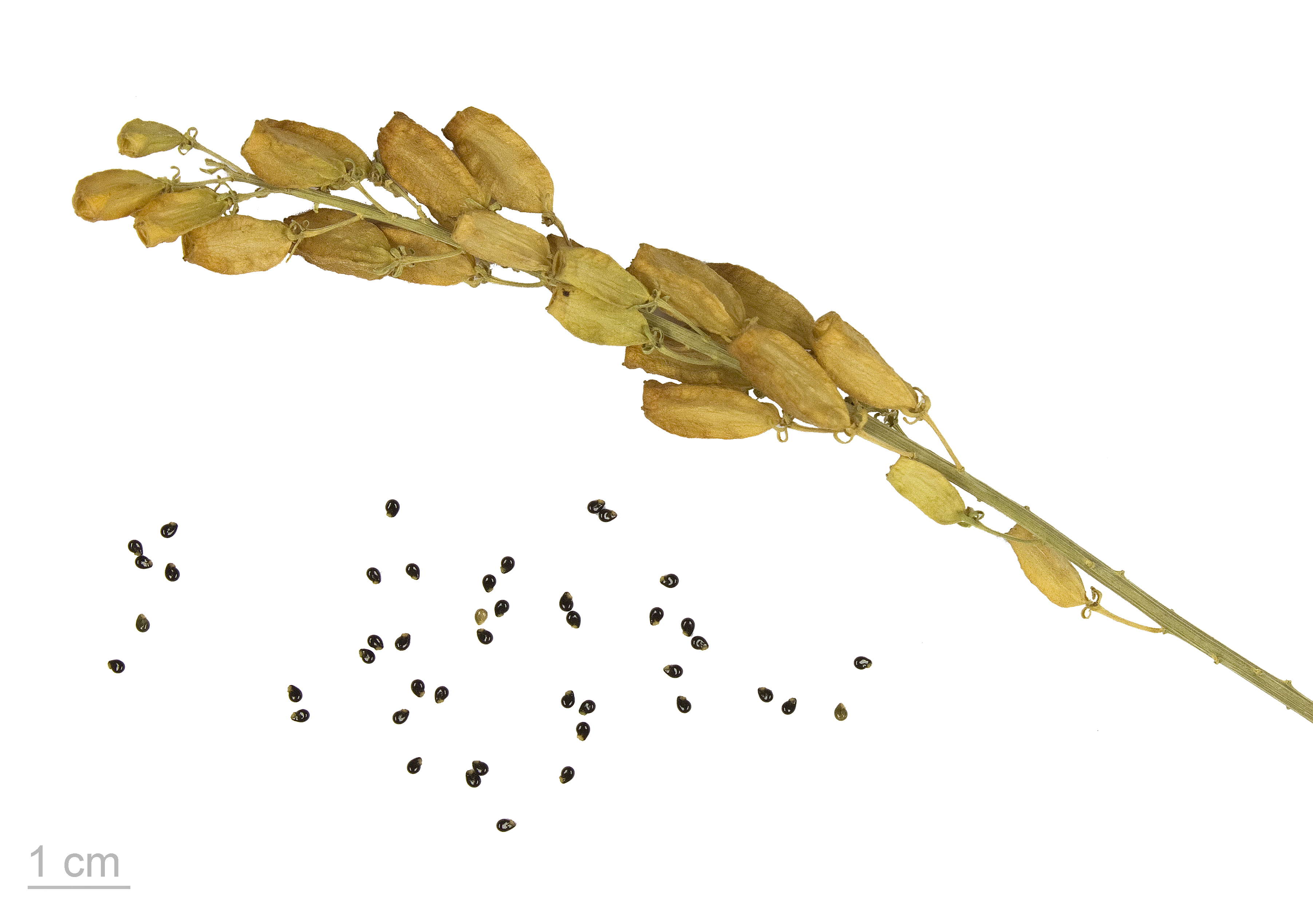
بليحاء صفراء

البليحاء الصفراء أو خُزَام الصبَّاغين  أو وِيبَه أو حصادة نوع نباتي يتبع جنس البليحاء من الفصيلة البليحائية ويسمى (باللاتينية: Reseda lutea).